# Przetacznik rozkrzewiony
Przetacznik rozkrzewiony (Veronica fruticulosa L.) – gatunek rośliny z rodziny babkowatych (Plantaginaceae Juss.). Występuje naturalnie na obszarze całych Alp, chociaż w ich północno-wschodniej części spotykany jest bardzo rzadko. Bywa również uprawiany jako roślina ozdobna na skalniakach. Z tego też względu jego naturalny zasięg występowania znacznie się rozszerzył.

## Morfologia

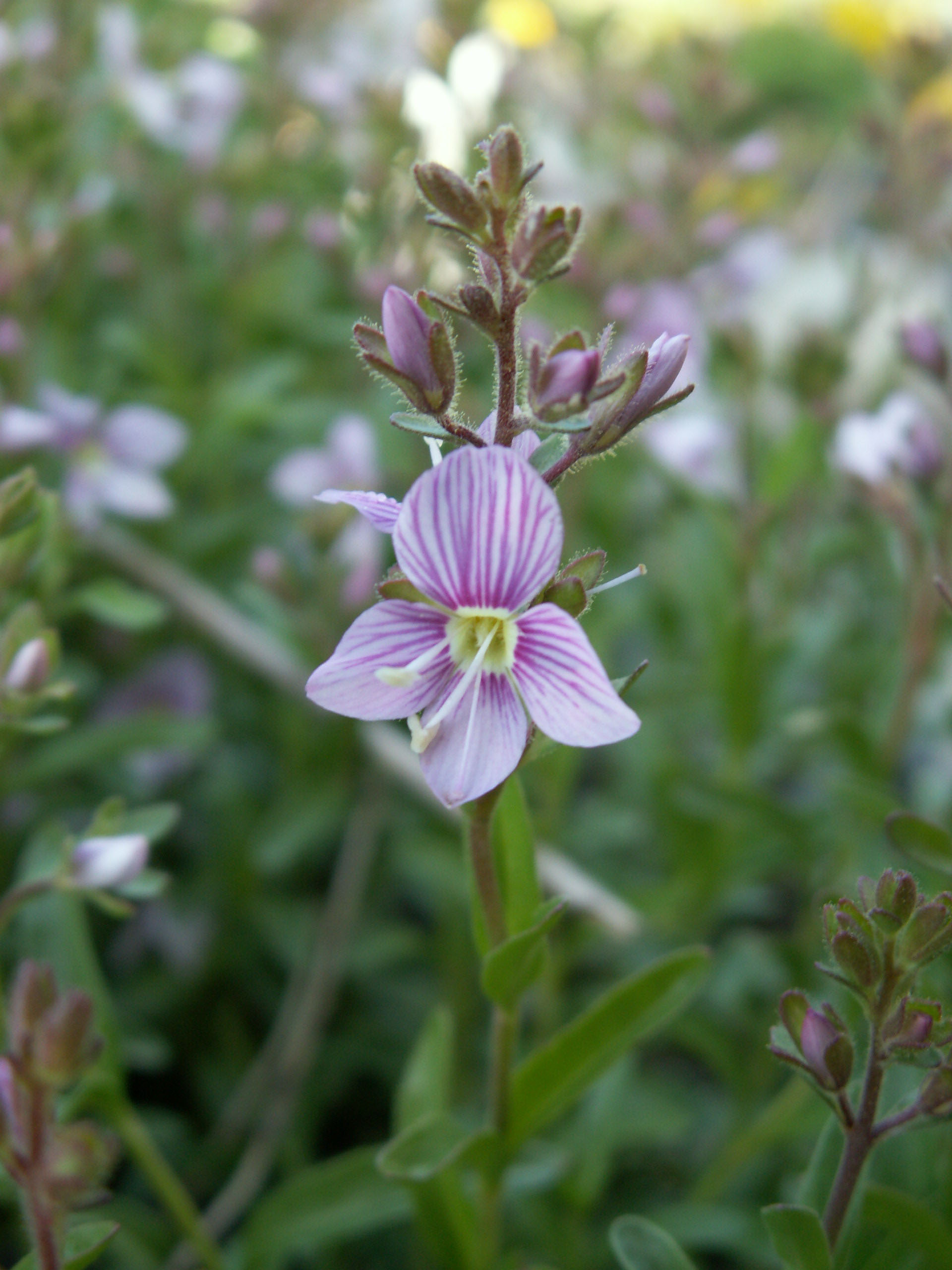
Kwiat

PokrójBylina dorastająca do 10–25 cm wysokości. Łodyga jest zdrewniała u nasady. Występuje na niej krótkie owłosienie.
LiścieSą naprzeciwległe. Mają podłużnie jajowaty kształt. Mierzą do 2,5 cm długości. Osadzone są na krótkich ogonkach liściowych.
KwiatyZebrane są w grona na szczytach pędów. Mają średnicę około 1 cm i są nieco asymetryczne. Mają po 5 działek kielicha o kształcie głęboko wciętych ząbków. Płatki mają bladoróżową barwę. Płatek leżący najwyżej jest nieco ciemniejszy od pozostałych, natomiast ten położony najniżej jest nieco mniejszy od płatków bocznych. Cały kwiat jest gruczołowato owłosiony.
OwoceTorebki osadzone są na szypułkach o długości około 1 cm. Owocostan nieco się wydłuża w czasie dojrzewania.
Gatunki podobneRoślina jest podobna do przetacznika pokrzywolistnego (Veronica utricifolia), który osiąga większe rozmiary – dorasta do 70 cm wysokości. Ma również liście o szeroko ząbkowanych brzegach. Ponadto jego kwiaty mają średnicę około 8 mm i jasnoróżową barwę z ciemnoróżowymi żyłkami.

## Biologia i ekologia
Kwitnie od czerwca do września. Występuje w szczelinach skalnych, na piargach, kamienistych pastwiskach lub wśród roślinności krzewinkowej. Preferuje wapienne podłoże (czasem również krzemiankowe). Występuje na wysokości od 1200 do 2500 m n.p.m.